# 1664 en santé et médecine
| Années de la santé et de la médecine : 1661 - 1662 - 1663 - 1664 - 1665 - 1666 - 1667    |
| Décennies de la santé et de la médecine : 1630 - 1640 - 1650 - 1660 - 1670 - 1680 - 1690 |

Cet article présente les faits marquants de l'année 1664 en santé et médecine.

## Publications
- Descartes (1596-1650) : L'homme et un traité de la formation du fœtus (posthume)[1].
- Thomas Willis (1621-1675) publie Cerebri anatome, cui accessit nervorum descriptio et usus, avec des illustrations de Christopher Wren[2].

## Naissances

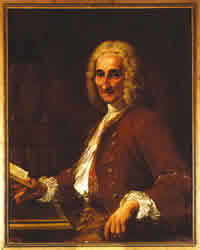
François Pourfour du Petit

- 24 janvier : Lars Roberg (mort en 1742), médecin et anatomiste suédois[3].
- 24 juin : François Pourfour du Petit (mort en 1741), médecin, naturaliste, anatomiste et ophtalmologue français[4].
- 1er octobre : Diego Mateo Zapata (mort en 1745), médecin espagnol.